# James Bateman

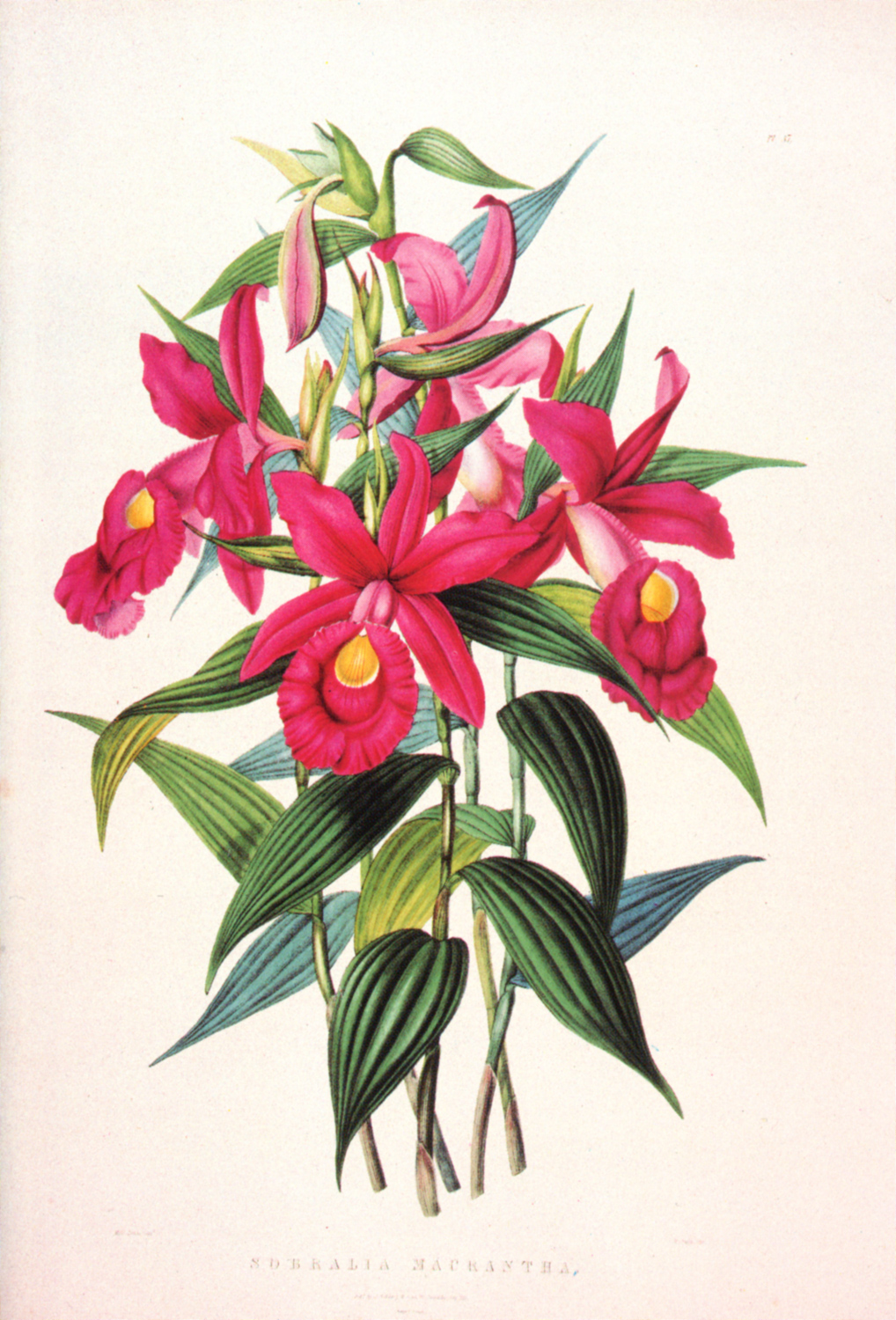
Sobralia macrantha, de Orchidaceae of Mexico and Guatemala

James Bateman ( 18 de julio de 1811 – 27 de noviembre de 1897) fue un consumado horticulturista y dueño de tierras inglés. Se desarrolla en Biddulph Grange, y se mudará en 1840, a Knypersley Hall. Crea los famosos jardines de Biddulph con la ayuda de su amigo y pintor de paisajes marinos Edward William Cooke.
Nace en Redivals, Bury, Lancashire, y en 1829 se matricula en el Lincoln College, Oxford, graduándose en el Colegio Magdalen con un BA en 1834 y un MA en 1845.
"El Colegio MA Magdalen, Oxford, 1845, tuvo gran interés en recolectar y cultivar plantas tropicales; FLS, 1833; FRS, 1838; miembro de la Real Sociedad de Horticultura; publica Arts. de orquídeas y otros asuntos de horticultura."
Fue un recolector y estudioso de las orquídeas, presidente de la Sociedad de Camnpo North Staffordshire, y sirvió en el "Comité de Exploración Botánica" de la Real Sociedad de Horticultura. Tuvo numerosos y notables hijos que crecieron en Biddulph Grange, incluyendo al pintor Robert Bateman.
Amaba especialmente los rododendros y azaleas. Bateman fue " recolector y estudioso de las orquídeas," Bateman "se desarrolló como un pionero de los cultivos de orquídeas. Patrocinó expediciones a México y a Sudamérica obteniendo recolectores que lo proveían de raros especímenes.
Publica tres libros de orquídeas. Fue un pionero en el “cultivo de orquídeas templadas” que permitió a las Odontoglossum ser cultivadas en Inglaterra, replicando el clima árido y fresco de los bosques de nubes de Centroamérica donde esas flores exóticas se hallan. Walter Hood Fitch, (1817–1892)... fue empleado por Bateman para crear las pinturas de sus magnificientes libros de orquídeas...en exceso raras, la Monografía de Odontoglossum, comprendía treinta grandes litografías coloreadas a mano." Bateman "fue también responsable de ejecutar el trazado del Arboretum de Derby, el primer parque público de Inglaterra."
Sus diseños de jardines son una rara supervivencia del periodo ínterin entre el diseñador de jardines [Lancelot Brown|Capability Brown]] y el alto estilo victoriano. Los jardines se compartimentalizaban y se dividían en temas. El naturalista, Charles Darwin "recibe una caja de orquídeas de Bateman el 25 de enero de 1862 (y) una carta de él fechada el 28 de enero de 1862."
La novela de Priscilla Masters Mr Bateman's Garden (1987) es una fantasía en sus jardines.
En 1861 Bateman y sus hijos dejan la casa y los jardines, y se mudan a Kensington, en Londres. Y más tarde a Worthing en Sussex, donde fallece en 1897.
- La abreviatura «Bateman» se emplea para indicar a James Bateman como autoridad en la descripción y clasificación científica de los vegetales.[6]

## Algunas publicaciones
- 1845. The Orchidaceae of Mexico & Guatemala. Solo 125 copias se publican. Es físicamente uno de los más grandes textos botánicos impresos."[7]
- A Second Century of Orchidaceous Plants, × James Bateman, Londres: L. Reeve & Co., 1867. "Large-4.º (315 x 245 mm) pp. viii, con 100 bellísimas planchas litografiadas coloreadas a mano y texto descriptivo."[8]
- A monograph of Odontoglossum × James Bateman, Londres: L. Reeve & Co., 1874.[9] Facsímil de la página del título[10]

## Honores

### Eponimia
Géneros
- (Orchidaceae) Batemannia Lindl.[11]

Especies
- (Amaryllidaceae) Hippeastrum × batemanni Herb.[12]

- (Orchidaceae) Acropera batemanni Lindl. ex Rchb.f.[13]

- (Orchidaceae) Gomesa batemanniana (J.Parm. ex Knowles & Westc.) M.W.Chase & N.H.Williams[14]

- (Polygonaceae) Eriogonum batemannii var. eremicum (Reveal) S.L.Welsh[15]